# Ад і Мар
«Ад і Мар» — дует сатириків у складі Адама Івановича Таліна — Ад і Марії Овсіївни Таліної — Мар. Утворений у Києві у 1923 році і проіснував до 1957 року.
Адам Іванович Талін (нар. 1884, Харків — пом. 1961, Рига) закінчив Музично-драматичну школу Миколи Лисенка у Києві. До 1917 року був актором драматичних театрів, з 1918 року виступав в агітбригадах і театрах мініатюр в Україні.
Марія Овсіївна Таліна (до шлюбу Всеволодова; нар. 28 серпня (9 вересня) 1899, Харків — пом. ?) закінчила театральну школу А. П. Петровського в Харкові.
В жанрі політичної та побутової сатири артисти виконували діалоги, куплети, сценки, частівки.